# Christoph Saurer
Christoph Saurer (* 22. Jänner 1986 in Oberwart) ist ein österreichischer Fußballspieler.

## Karriere

### Verein
Saurer kam als Jugendlicher in die Frank-Stronach Akademie nach Hollabrunn und wurde 2003/04 Absolvent. Nach Spielen in der Jugend der Wiener Austria, kam er 2003 zu den FK Austria Wien Amateuren, wo er in der Ersten Liga 56 Spiele absolvierte. 2007 durfte er vier Mal in der Bundesliga für die erste Mannschaft der Austria ran. Nachdem er bei der Austria in Ungnade gefallen war, wechselte er Anfang der Saison 2007/08 zum Aufsteiger LASK Linz. Sein erstes Bundesligator erzielte er am 5. August 2007 gegen SV Ried, was gleichzeitig das Siegestor im Spiel war. In der ersten Saison in Linz konnte sich Saurer als Stammspieler durchsetzen und absolvierte 33 von 36 möglichen Spielen.
Am 2. Juni 2010 gab der SK Rapid Wien die Verpflichtung des Mittelfeldspielers bekannt. Saurer erhielt einen 3-Jahres-Vertrag mit der Option auf ein weiteres Jahr.
In der Winterpause 2011/2012 wurde Saurer, der sich bei Rapid nicht durchsetzen konnte, zum SC Wiener Neustadt verliehen, wo er Tomas Šimkovič ersetzen sollte, der kurz zuvor zum FK Austria Wien gewechselt war.
Nach weniger als 40 Spielen beim österreichischen Rekordmeister wurde sein Vertrag aufgelöst. Daraufhin wechselte Saurer zum FC Wacker Innsbruck.
Nachdem er zuvor erneut beim LASK Linz und beim SC Wiener Neustadt gespielt hatte, wechselte er zur Saison 2016/17 zum Regionalligisten SC Mannsdorf. Im Jänner 2017 wechselte er zum Landesligisten SC Pinkafeld.

### Nationalmannschaft
International spielte Saurer neun Mal für die U-21 und 14 Mal für die U-19 Auswahl seines Landes. Er wurde bei der U-17-Fußball-Europameisterschaft 2003 mit Österreich Dritter.
Bei der ersten Einberufung in die Nationalmannschaft durch Teamchef Karel Brückner kam er am 11. Februar 2009 im Freundschaftsspiel gegen Schweden zu seinem Länderspieldebüt.

## Erfolge
- 1 × Young Star des Jahres in der Ersten Liga: 2006